# Little Rock
Little Rock é a capital e cidade mais populosa do estado norte-americano do Arkansas. É a sede do condado de Pulaski. Foi fundada em 1 de junho de 1821 e incorporada como vila em 1831, e posteriormente como cidade em 2 de novembro de 1835.
Situada perto do centro geográfico do estado do Arkansas, o nome Little Rock deriva do nome de uma pedra pequena que existe na margem sul do rio Arkansas, chamada em francês de la petite roche (em português, a pequena rocha).

## História
Em 1772 um explorador francês chamado Bernard de la Harpe encontrou uma pequena rocha ao lado do rio Arkansas, e deu-lhe o nome de la petite roche, e ordenou a construção de um posto comercial no local. Em 1819 fundou-se a cidade de Little Rock, que viria em 1821 a tornar-se a capital do estado do Arkansas, tendo a construção do capitólio da cidade iniciado apenas em 1911.
Durante a Guerra Civil Americana, Little Rock juntou-se aos Estados Confederados da América.
Em 1957 ocorreram grandes distúrbios num instituto de Little Rock. Os distúrbios foram tão grandes, que o Exército dos Estados Unidos teve de intervir.
Em 1992, o senador Bill Clinton converteu-se no primeiro natural do estado do Arkansas a tornar-se presidente dos Estados Unidos. As bandas de rock Evanescence e Living Sacrifice são de origem de Little Rock.

## Geografia
De acordo com o Departamento do Censo dos Estados Unidos, a cidade tem uma área de 318,6 km², dos quais 310,9 km² estão cobertos por terra e 7,6 km² (2,4%) por água.

## Demografia
Desde 1900, o crescimento populacional médio, a cada dez anos, é de 15,4%.

### Censo 2020
De acordo com o censo nacional de 2020, a sua população é de 202 591 habitantes e sua densidade populacional é de 651,6 hab/km². Seu crescimento populacional na última década foi de 4,7%, acima do crescimento estadual de 3,3%. É a cidade mais populosa do estado e a 115ª mais populosa do país.
Possui 98 993 residências que resulta em uma densidade de 318,4 residências/km² e um aumento de 8,4% em relação ao censo anterior. Deste total, 10,9% das unidades habitacionais estão desocupadas. A média de ocupação é de 2,3 pessoas por residência.

### Censo 2010
Segundo o censo nacional de 2010, a cidade possuía 193 524 habitantes com densidade populacional de 607,7 hab/km². A área metropolitana estatística de Little Rock tem cerca 700 mil habitantes. A cidade possuía 91 288 residências que resultava em uma densidade de 295,7 residências/km².

## Marcos históricos
O Registro Nacional de Lugares Históricos lista 260 marcos históricos em Little Rock, dos quais cinco são Marcos Históricos Nacionais. O primeiro marco foi designado em 3 de dezembro de 1969 e os mais recentes em 16 de junho de 2021, o Franke-Watson House e o Reutlinger House.